# Souk El Silah
Le souk El Silah (arabe : سوق السلاح) ou souk des Armes est l'un des souks de Tunis, spécialisé dans la vente d'armes.

## Localisation
Il est situé dans le faubourg sud de la médina, près de Bab Jedid, en continuité de la rue El Marr, siège du souk El Marr.

## Monuments
On y trouve la mosquée Al Haliq, construite au XIVe siècle.

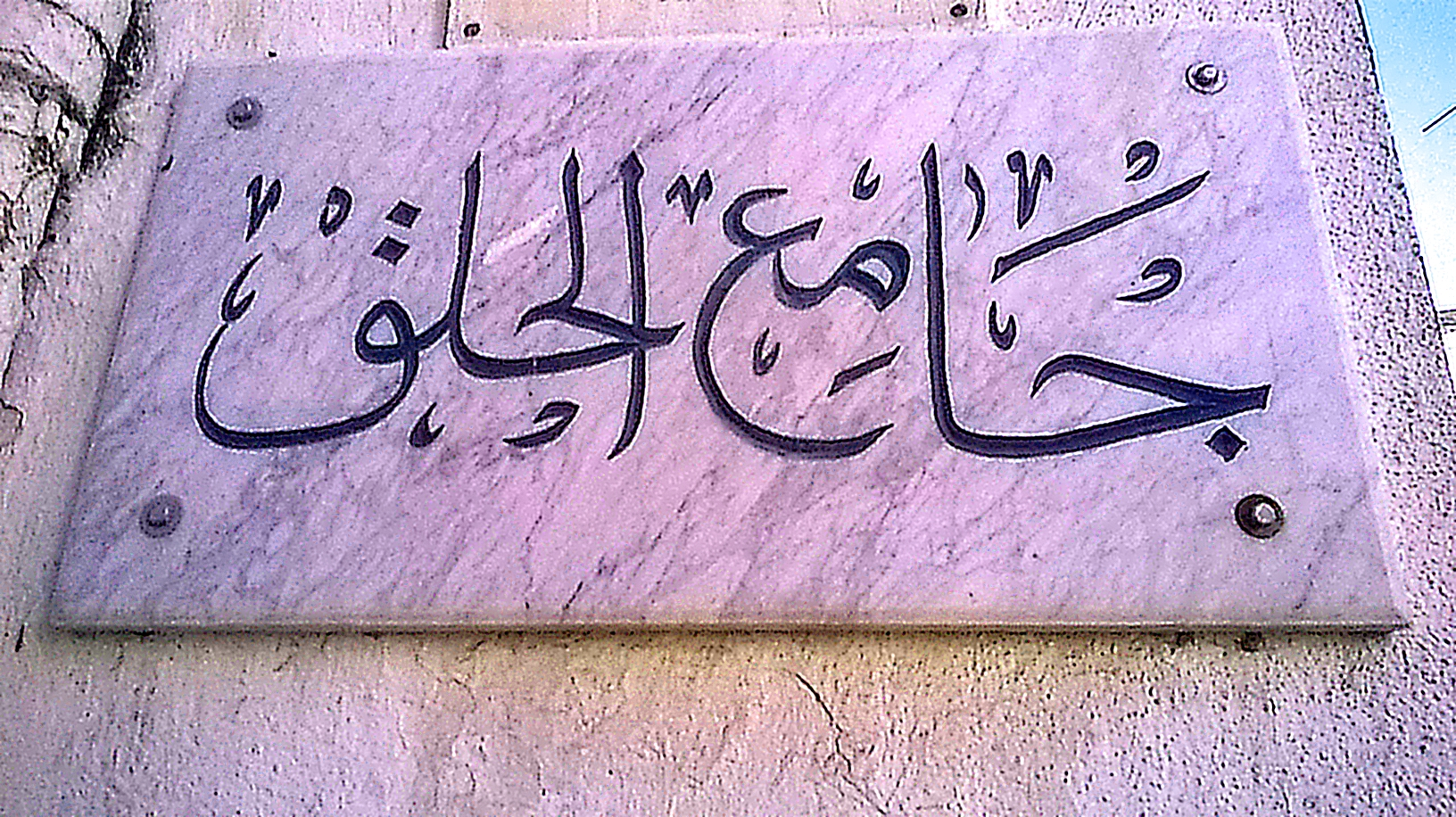
Plaque en marbre indiquant la mosquée Al Haliq.
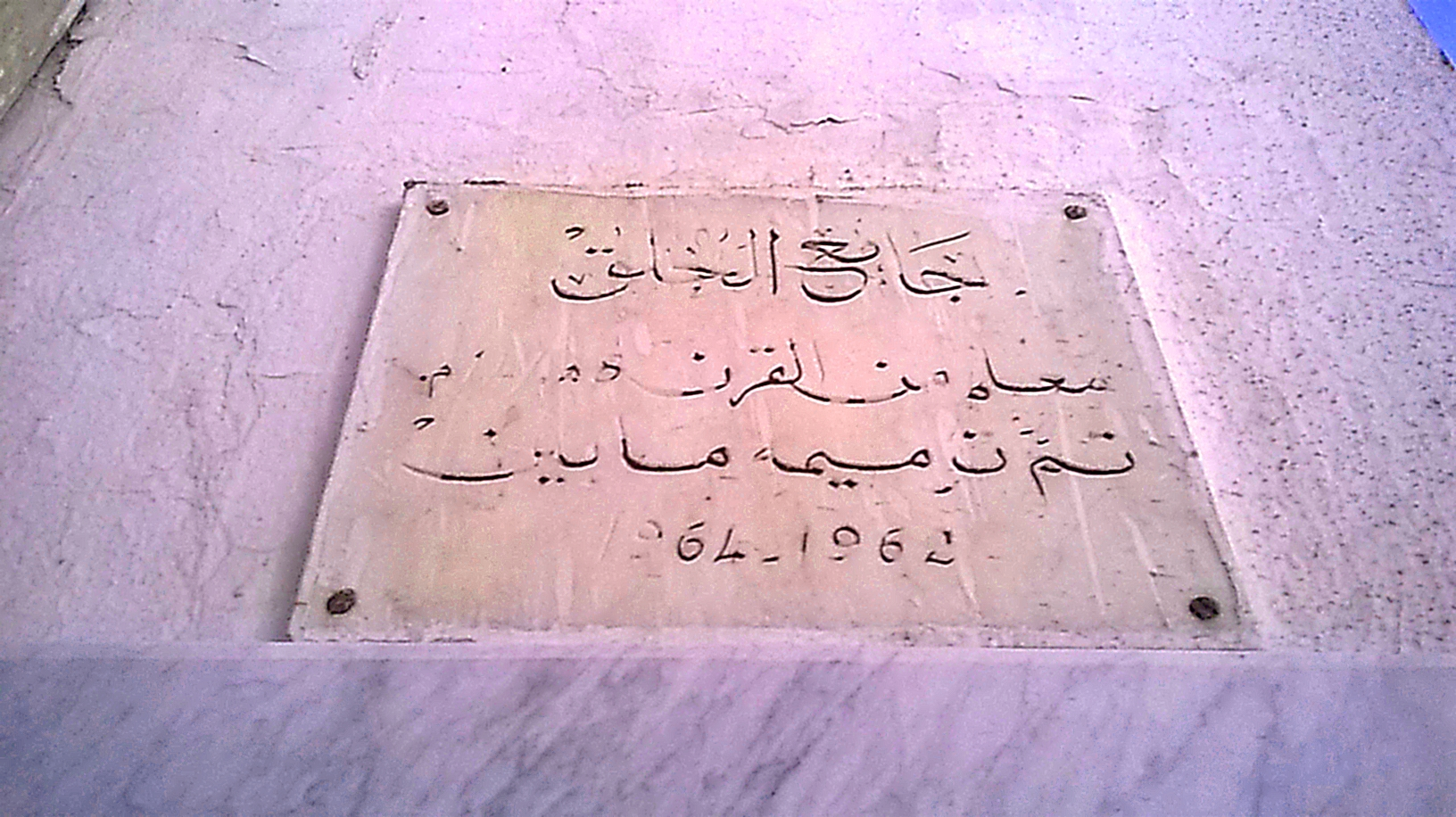
Plaque commémorative de la mosquée Al Haliq.
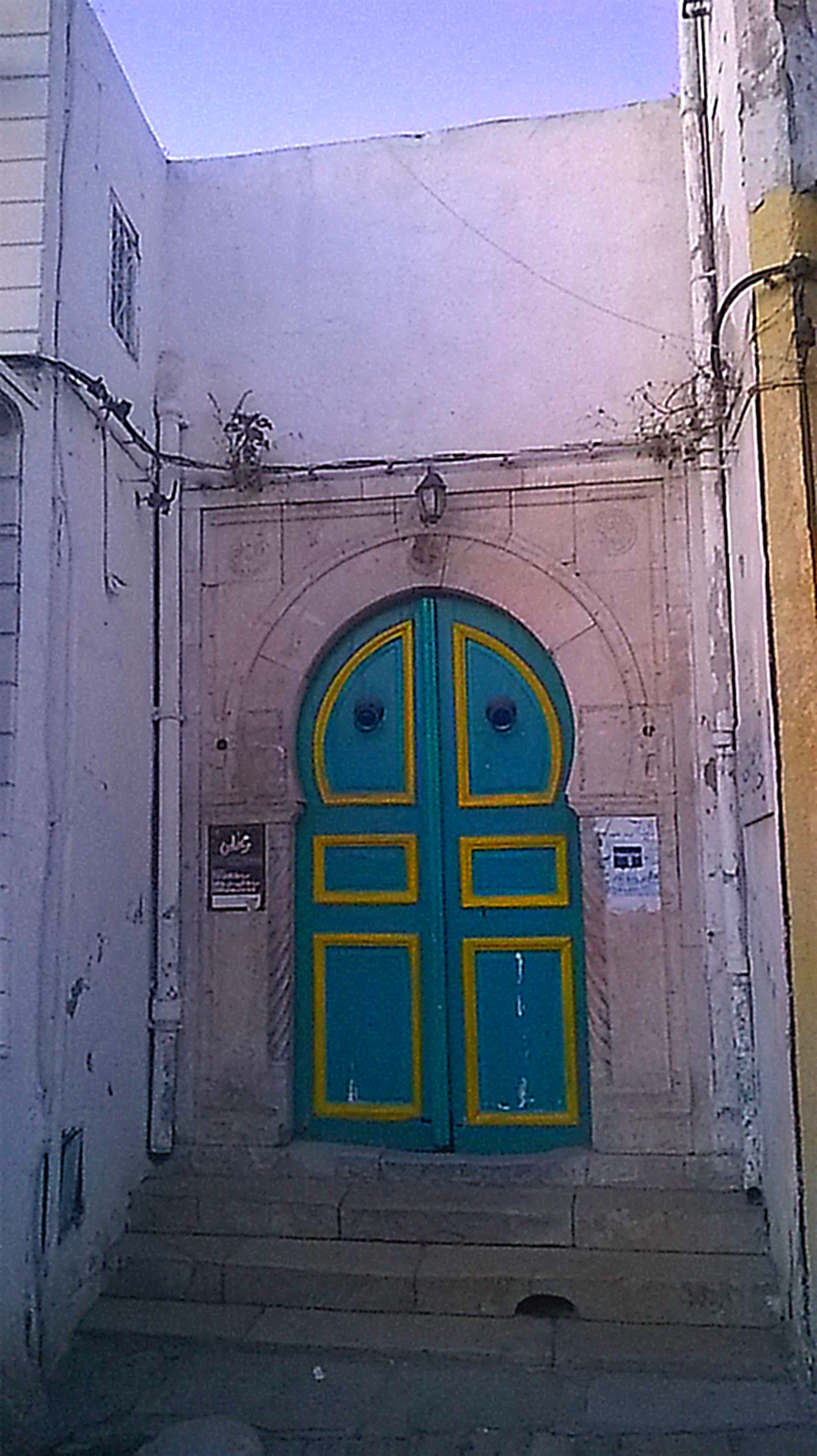
Porte de la mosquée Al Haliq.
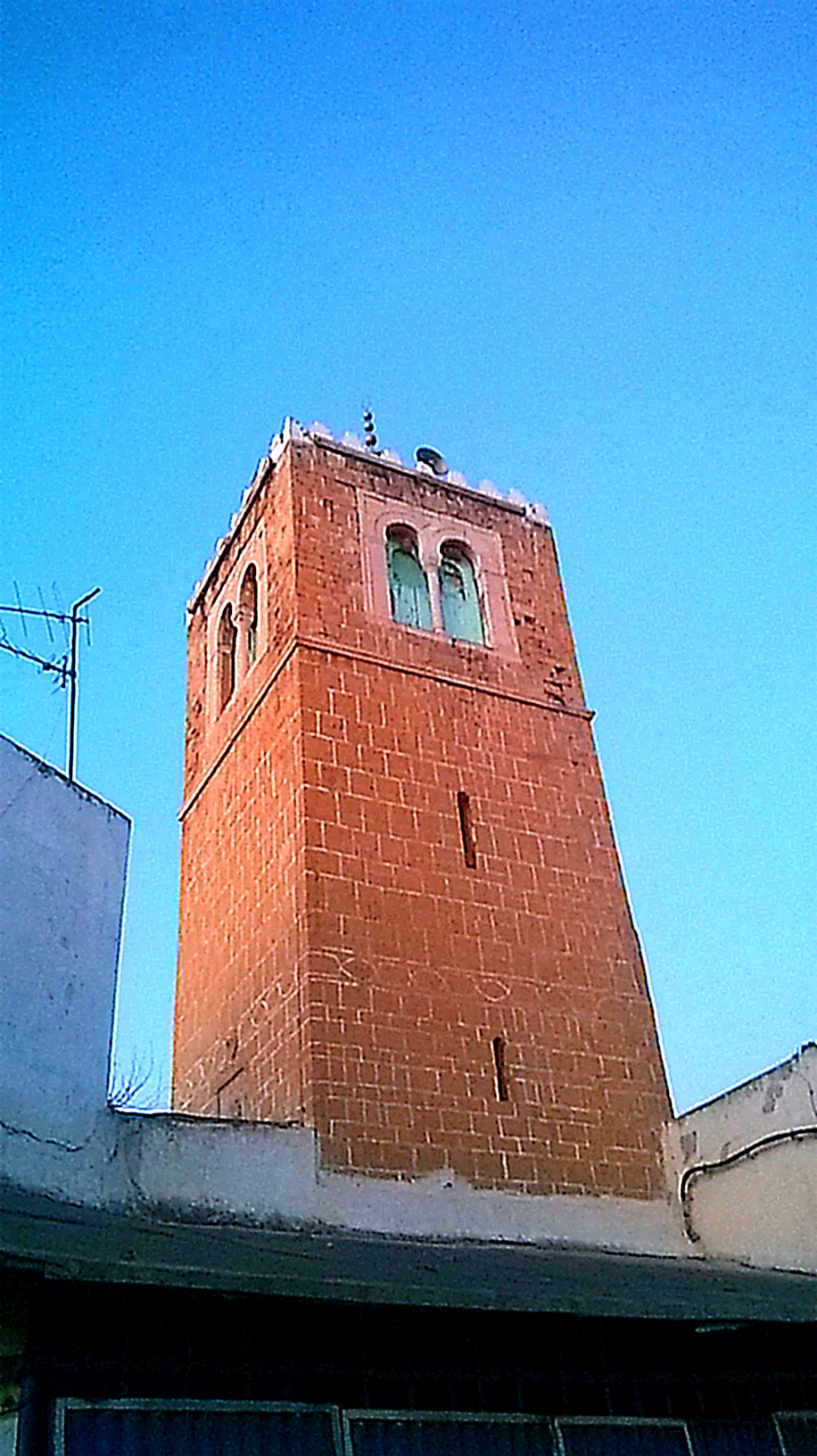
Minaret de la mosquée Al Haliq.